# Phoenicoprocta chamboni
Phoenicoprocta chamboni är en fjärilsart som beskrevs av Paul Dognin 1902. Phoenicoprocta chamboni ingår i släktet Phoenicoprocta och familjen björnspinnare. Inga underarter finns listade i Catalogue of Life.